# دولچه (ایتالیا)
دولچه (به ایتالیایی: Dolcé) یک کومونه در ایتالیا است که در استان ورونا واقع شده‌است. دولچه ۳۹٫۴ کیلومتر مربع مساحت و ۲٬۴۴۴ نفر جمعیت دارد و ۱۱۵ متر بالاتر از سطح دریا واقع شده‌است.